# Caterine Cifuentes
Leidy Caterine Cifuentes Carranza (ur. 4 września 1992) – kolumbijska zapaśniczka walcząca w stylu wolnym. Brązowa medalistka mistrzostw panamerykańskich w 2016. Piąta na igrzyskach Ameryki Południowej w 2014 roku.